# Tvrđava Poznań
Tvrđava Poznań (poljski Twierdza Poznań, njemački: Festung Posen) - skup utvrda izgrađenih u gradu Poznanju (Poljska) u devetnaestom i ranom dvadesetom stoljeću. Jedan je od najvećih takvih sustava u Europi.

## Vanjske poveznice
|  | Zajednički poslužitelj ima još gradiva o temi Tvrđava Poznań |